# В тени кипариса
«В тени кипариса» (англ. In the Shadow of the Cypress) — иранский анимационный короткометражный фильм режиссёров и семейного дуэта Хоссейна Молаеми и Ширин Сохани по их же сценарию.
3 марта 2025 года стал обладателем премии «Оскар» в категории «Лучший анимационный короткометражный фильм»

## Сюжет
Бывший морской капитан, страдающий от посттравматического стрессового расстройства, живёт со своей дочерью в доме у моря, где они ведут уединённую и суровую жизнь. Несмотря на сильное желание капитана быть любящим отцом, он не может наладить отношения с дочерью так, как ему хочется. Однажды утром их жизнь навсегда меняется, когда происходит непредвиденное событие. На берег неожиданно выбрасывает огромного кита. Станет ли оно новым источником надежды или дополнительным бременем, им двоим только предстоит выяснить.

## Восприятие
Автор Animation Magazine Рамин Захед отметил фильм как трогательную историю, посвящённую ветеранам Ирано-иракской войны. Алан Нг из Film Threat характеризовал его «прекрасно анимированной сказкой с простыми формами, плавными движениями и завораживающим саундтреком». Критик по достоинству оценил то, что фильм подойдёт всем возрастным категориям, а также правдивость демонстрации ПТСР.

## Награды и номинации
- 2023 — Венецианский кинофестиваль — «Лучший короткометражный фильм» — номинация[9]

- 2024 — Кинофестиваль Трайбека — «Лучший анимационный короткометражный фильм» — победа[10]

- 2024 — Animayo International Film Festival — «Приз жюри за лучший международный фильм» — победа[11]

- 2024 — Лос-Анджелесский фестиваль короткометражных фильмов — «Лучшая анимация» — победа[12]

- 2024 — Международный кинофестиваль в Лебу — «Лучший короткометражный фильм (международная анимация)» — победа[13]

- 2024 — Кинофестиваль в Жироне — «Лучшая романтическая история» — победа

- 2025 — «Оскар» — «Лучший анимационный короткометражный фильм» — победа[5]